# Daniel Mojon

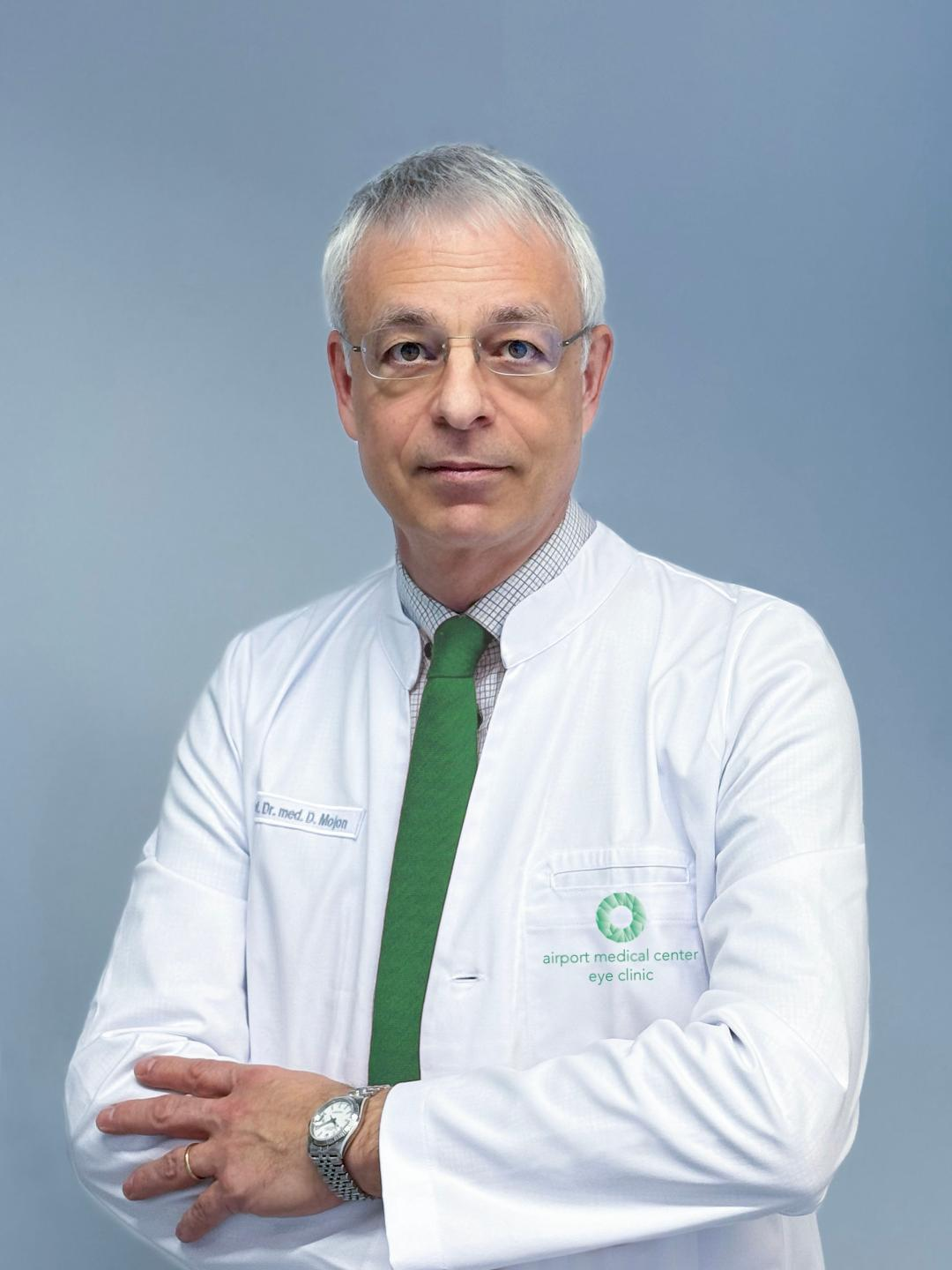
Daniel Mojon (2025)

Daniel Stéphane Mojon (* 29. Juli 1963 in Bern) ist ein Schweizer Augenarzt. Er gilt als Begründer der minimalinvasiven Strabismuschirurgie (MISS).

## Werdegang
Mojon, Sohn des Kunsthistorikers Luc Mojon, studierte Humanmedizin an der Universität Bern und in den USA an der Columbia University in New York. Er hielt leitende Positionen an der Universitäts-Augenklinik Bern und an der Klinik für Augenheilkunde im Kantonsspital St. Gallen. Am Universitätsspital Bern (Inselspital) war er leitender Arzt der Abteilung für Strabologie und Neuroophthalmologie sowie Leiter der Glaukomsprechstunde. An der Klinik für Augenheilkunde am Kantonsspital St. Gallen leitete er die Labors für experimentelle Okulographie. Seine Habilitation erfolgte im Jahr 2000 an der Universitäts-Augenklinik Bern. Seitdem lehrt er an der Universität Bern, ab 2007 als Honorarprofessor; ausserdem ist Mojon Consultant an der Augenklinik der Johannes-Kepler-Universität Linz. 2012 legte er seine Funktion am Kantonsspital St. Gallen nieder und ging in die private Forschung und Praxis. Mojon ist mit der Gesundheits-Ökonomin Stefania Mojon-Azzi verheiratet.

## Wissenschaftliches Werk
Einen wissenschaftlichen Schwerpunkt stellen die psychosozialen Aspekte der Strabologie dar. In mehreren Studien wies Mojon nach, wie sehr Patienten mit einem Strabismus im täglichen Leben benachteiligt und stigmatisiert sind. Zudem entwickelte Mojon eine minimal-invasive Form der Chirurgie bei Schielen (MISS), bei der im Gegensatz zur herkömmlichen Türflügel-Technik nach Harms oder Fornix-Technik nach Parks die Bindehaut nur mit sehr kleinen Schnitten in der Grössenordnung von nur zwei bis maximal drei Millimetern eröffnet wird. Zehn Jahre nach ihrer Einführung sind die Sicherheit dieser Methode und die schnellere Rehabilitation nach einem solchen Eingriff weithin anerkannt; sie ist indes für den Operateur schwieriger zu erlernen und durchzuführen als die herkömmliche Strabismuschirurgie mit Schnitten von üblicherweise über 1 Zentimeter. Neben MISS engagierte sich Mojon in der Weiterentwicklung von OP-Verfahren bei komplexen Augenfehlstellungen. So publizierte er eine modifizierte Technik der geraden Muskel-Plikation (Falten des Muskels) als Alternative zur herkömmlichen Muskelresektion.
Mojon hat weitere minimal-invasive Operationsmethoden in die Augenchirurgie eingeführt: die sogenannte VIP-Technik (viscoelastic and irrigation pressurized technique) für die Operation der Katarakt und die tiefe Sklerokeratodissektion für die operative Behandlung des Glaukoms. Mojons Erfahrungen in der Kataraktchirurgie führten zu seinen Empfehlungen und Ratschlägen für Patienten, die vor der Operation des Grauen Stars stehen, in einem aktuellen Ratgeber. Die hohe Erfolgsrate der Kataraktchirurgie und die oft umgehend von Patienten wahrgenommene Verbesserung der Sehschärfe dokumentierte er in zahlreichen Videos für ein breites Publikum.
Glaukom (grüner Star) ist ein weiterer Forschungsschwerpunkt Mojons. Mit seiner Forschergruppe wies er unter anderem die enge Assoziation des Schlafapnoe-Syndroms (OSAS) mit dieser häufigen Augenerkrankung nach. Dies ist nicht die einzige Assoziation der Schlafapnoe mit einer Augenkrankheit: Mojons Forschungsgruppe konnte zeigen, dass Patienten mit einer nicht-arteriitischen anterioren ischämischen Optikusneuropathie (NAION) überproportional häufig an OSAS leiden: In einer von ihm veröffentlichten Fall-Kontroll-Studie hatten 71 % der NAION-Patienten ein Schlafapnoe-Syndrom, verglichen mit nur 18 % der Kontrollpersonen ähnlichen Alters.
Im Jahr 2016 rief Mojon mit mehreren Schweizer Augenarzt-Kollegen (u. a. Dietmar Thumm, Albert Franceschetti, Carl Herbort) die Swiss Academy of Ophthalmology ins Leben. Das Ziel der Stiftung ist, aktiv Qualitätssicherung, Forschung und Fortbildung in der praktischen Augenheilkunde zu fördern. Im September 2018 hielt Mojon als erster Schweizer Augenarzt eine Keynote Lecture auf einer Tagung der DOG (Deutsche Ophthalmologische Gesellschaft). Thema war die minimal-invasive Augenchirurgie. Für seine Verdienste um Innovationen in der operativen Augenheilkunde und speziell für die Erfindung von MISS wurde Mojon im April 2019 von der University of Toronto mit einer Ehrenvorlesung am Jack Crawford Day gewürdigt. Die American Academy of Ophthalmology (AAO) ehrte ihn im November 2020 als einen «Unsung Hero», einen bislang nicht ausreichend gewürdigten Innovator der modernen Augenchirurgie. Mojon ist Initiator eines internationalen Kongresses für auf die Operation der Katarakt spezialisierte Augenärzte, der erstmals im Oktober 2023 in Zürich stattfand.

## Schriften (Auswahl)
- mit Howard Fine (Hrsg.): Minimally invasive ophthalmic surgery. Springer, Berlin 2010, ISBN 978-3-642-02601-0.
- Früherkennung und Behandlung des Strabismus. In: Therapeutische Umschau. 73, 2016, S. 67–73.
- mit Stefania Mojon-Azzi: Opinion of headhunters about the ability of strabismic subjects to obtain employment. In: Ophthalmologica. 221, 2007, S. 430–433.
- mit Stefania Mojon-Azzi, A. Kunz: Strabismus and discrimination in children: are children with strabismus invited to fewer birthday parties? In: British Journal of Ophthalmology. 95, 2011, S. 473–476.
- mit M. Kaup, Stefania Mojon-Azzi, A. Kunz: Intraoperative conversion rate to a large, limbal opening in minimally invasive strabismus surgery (MISS). In: Graefe’s archive for clinical and experimental ophthalmology. 249, 2011, S. 1553–1557.
- Comparison of a new, minimally invasive strabismus surgery technique with the usual limbal approach for rectus muscle recession and plication. In: British Journal of Ophthalmology. 91, 2007, S. 76–82.
- Minimally invasive strabismus surgery for horizontal rectus muscle reoperations. In: British Journal of Ophthalmology. 92, 2008, S. 1648–1652.